# Récupérateur de chaleur sur air vicié

Principe de fonctionnement.

Un récupérateur de chaleur sur air vicié est un type d'échangeur de chaleur air/air utilisé dans les bâtiments équipés d'une ventilation double-flux pour prélever l'énergie thermique contenue dans l'air extrait et la transférer à l'air neuf insufflé dans le bâtiment. Le récupérateur sur air vicié peut atteindre de très bons rendements (> 85 %) et induire une réduction importante des besoins de chauffage du bâtiment (> 80 % pour des bâtiments très bien isolés, des bâtiments passifs ou des bâtiments à énergie positive).
Les principaux échangeurs de chaleur air/air utilisés sont des échangeurs à plaque et des échangeurs à roue.